# 戸矢理衣奈
戸矢 理衣奈（とや りいな、1973年 - ）は、日本の英国女性史研究者。

## 略歴
旧姓・富田。1996年東京大学文学部社会心理学科卒業。1998年、同大学院総合文化研究科地域文化研究修士課程修了（イギリス文化専攻）。1999年、英国サセックス大学修士号取得。1999年から1年間、スタンフォード大学アジア太平洋研究所客員研究員。東大博士課程在学中の2000年に『下着の誕生』を刊行し、注目される。2002年、東大博士課程単位取得退学。
独立行政法人経済産業研究所リサーチアソシエート、フェリス女学院大学非常勤講師を務め、2003年、総合研究大学院大学博士課程入学。株式会社IRISCEO、代表取締役をへて東京大学総合文化研究科特任講師。
夫の政治学者・大蔵官僚戸矢哲朗が2001年に白血病のため29歳で死去、そのスタンフォード大学での博士論文『金融ビッグバンの政治経済学』を2003年に翻訳刊行した。

## 著書
- 『下着の誕生 ヴィクトリア朝の社会史』（講談社選書メチエ） 2000
- 『エルメス』（新潮新書） 2004
- 『銀座と資生堂 日本を「モダーン」にした会社』（新潮選書） 2012

## 翻訳
- 『金融ビッグバンの政治経済学 金融と公共政策策定における制度変化』（戸矢哲朗、青木昌彦監訳、東洋経済新報社） 2003